# Kayinsola Ajayi
Kayinsola Ajayi (* 14. September 2004 in Ikorodu) ist ein nigerianischer Leichtathlet, der sich auf den Sprint spezialisiert hat. 2024 wurde er mit der nigerianischen 4-mal-100-Meter-Staffel in Douala Vizeafrikameister.

## Sportliche Laufbahn
Erste Erfahrungen bei internationalen Meisterschaften sammelte Kayinsola Ajayi im Jahr 2022, als er bei den U20-Weltmeisterschaften in Cali mit der nigerianischen 4-mal-100-Meter-Staffel in 39,78 s den fünften Platz belegte. Im Jahr darauf siegte er bei den U20-Afrikameisterschaften in Ndola in 10,51 s im 100-Meter-Lauf und sicherte sich auch im Staffelbewerb in 39,73 s den Titel. Im selben Jahr begann er ein Studium an der Auburn University in den Vereinigten Staaten. 2024 wurde er NCAA-Collegemeister in der 4-mal-100-Meter-Staffel und anschließend belegte er bei den Afrikameisterschaften in Douala in 10,20 s den vierten Platz über 100 Meter. Zudem gewann er mit der Staffel in 38,84 s gemeinsam mit Usheoritse Itsekiri, Alaba Akintola und Godson Oghenebrume die Silbermedaille hinter dem ghanaischen Team. Im August schied er bei den Olympischen Sommerspielen in Paris mit 10,13 s im Halbfinale über 100 Meter aus und verpasste mit der Staffel mit 38,20 s den Finaleinzug.
2024 wurde Ajayi nigerianischer Meister im 100-Meter-Lauf.

## Persönliche Bestzeiten
- 100 Meter: 10,00 s (+0,1 m/s), 16. Juli 2024 in Luzern
  - 60 Meter (Halle): 6,60 s, 23. Februar 2024 in Fayetteville
- 200 Meter: 20,93 s (+0,9 m/s), 7. Oktober 2022 in Lagos